# عبد القادر فيرود
 عبد القادر فيرود  (بالفرنسية: Abdelkader Firoud)‏ (1919 -2005الجزائر) هو لاعب كرة قدم جزائري.

## روابط خارجية
- عبد القادر فيرود على موقع قاعدة بيانات كرة القدم.إي يو (الإنجليزية)
- عبد القادر فيرود على موقع ناشيونال فوتبول تيمز (الإنجليزية)
- عبد القادر فيرود على موقع عالم كرة القدم.نت (الإنجليزية)